# Santiago Momoxpan
Santiago Momoxpan es una localidad del estado mexicano de Puebla. Estando en el municipio de San Pedro Cholula.

## Demografía
| Gráfica de evolución demográfica |
|                                  |

| Censo | Población |
| ----- | --------- |
| 1900  | 496       |
| 1910  | 507       |
| 1921  | 624       |
| 1930  | 647       |
| 1940  | 642       |
| 1950  | 933       |
| 1960  | 1 244     |
| 1970  | 2 228     |
| 1980  | 4 202     |
| 1990  | 10 294    |
| 1995  | 13 197    |
| 2000  | 15 328    |
| 2005  | 16 129    |
| 2010  | 17 622    |
| 2020  | 20 283    |